# Парк Корробори
Парк Корробори (англ. Corroboree Park) — общественный парк в районе Эйнсли города Канберра, столицы Австралии. Имеет форму полукруга и ассоциируется с использованием данной территории аборигенами до появления в Канберре европейских поселенцев. Парк был создан в 1925 году вокруг дерева Корробори. Парк находится на территории, отнесённой к историческому наследию, а так же является историческим наследием.

## В парке
Общественный зал Эйнсли, расположенный в парке, является одним из первых мест общественных собраний в Канберре. Его деревянный зал был построен в 1927 году. Прилегающее школьное здание 1920-х годов было перенесено сюда из района Расселл. Повреждённая пожаром часть здания в 2000 году, а школьное здание неоднократно подвергались внутренним переделкам, включая устройство коммерческой кухни. Зал часто используется для общественных собраний, встреч, уроков йоги и танцев.
Три корта Теннисного клуба Эйнсли были построены с использованием труда заключённых. Теннисным клубом в парке было высажено множество деревьев.
В парке также имеются баскетбольная площадка с асфальтовым покрытием, небольшое крикетное поле и детская игровая площадка.

## Вокруг парка
Рядом с парком расположены: зона, отнесенная к объектам исторического наследия, торговый центр Эйнсли, клуб по австралийскому футболу Эйнсли, отель Олимс.